# Лихачов Микола Петрович
Мико́ла Петро́вич Лихачо́в (рос. Николай Петрович Лихачев; 12 квітня 1862 — 14 квітня 1936) — російський і радянський історик, археограф, палеограф, мистецтвознавець, бібліограф, колекціонер. Дійсний член АН СРСР (1925).

## Біографія
Народився в Чистополі. Походив з російського дворянського роду. 1880 року закінчив із золотою медаллю гімназію в Казані. Навчався на історико-філологічному факультеті Казанського університету (1880–84). Ще студентом почав вивчати спеціальні історичні дисципліни, займався проблемами пошуку архівних документів.
1881 року став членом Товариства археології, історії, етнографії при Казанському університеті. Після закінчення університету був залишений при кафедрі російської історії для підготовки до професорського звання. 1888 року видав працю «Разрядные дьяки XVI века», яку захистив у Казанському університеті на ступінь магістра російської історії. 1890 року ця робота була удостоєна Уварівської премії. 1891 року опублікував дослідження «Бумага и древнейшие бумажные мельницы в Московском государстве», що стало 1892 року докторською дисертацією.
З 1892 року викладав у Петербурзькому археологічному інституті. Упродовж 1902–1914 років працював помічником директора Публічної бібліотеки в Санкт-Петербурзі. Поглиблено займався бібліографією, вивчав і вів пошуки бібліотеки та архівів московських царів. Зібрав колекцію великої наукової цінності (рукописи, акти XVII—XVIII століть, ікони, монети, картини). За працю «Материалы для истории русского иконописания» отримав велику золоту медаль Російського археологічного товариства (1908). 1913 року колекцію ікон продав російському імператорові Миколі II, на отримані гроші добудував третій поверх будинку для зберігання своїх колекцій. 1914–17 року займався створенням із власної колекції Музею історії документа. Започаткував першу в Росії кафедру дипломатики. Протягом десятиріч збирав сфрагістичний альбом (перший випуск побачив світ 1928 року).
Був членом: Археографічної комісії, Російського бібліографічного товариства, Російського генеалогічного товариства, Італійського бібліографічного товариства та інших. 1901 року обраний членом-кореспондентом Петербурзької АН, а 1925 року — дійсним членом АН СРСР.
Після Російської революції 1917—1918 років реорганізував свою колекцію в палеографічний кабінет Петроградського археологічного інституту. 1925 року став директором Музею палеографії АН СРСР, утвореного на базі палеографічного кабінету.
Під час радикальної «перебудови» системи наукових установ у СРСР, що розпочалася 1929 року, були сфабриковані «Академічна справа», «Справа академіка С. Ф. Платонова», заарештовані академіки Є. Тарле, М. Любавський та інші. 28 січня 1930 року був заарештований і Лихачов. 1931 року його виключили з АН СРСР і засудили на заслання до Астрахані. Його особисте майно та колекція були вилучені та передані в Ермітаж, Російський музей, Архів Ленінградського відділення Інституту історії. 1933 року його звільнили від покарання. Після повернення в Ленінград працював за договорами, був позбавлений можливості публікувати свої праці.
Помер у Ленінграді. Похований на Смоленському кладовищі.
Реабілітований посмертно 8 серпня 1967 року, відновлений у званні академіка 1968 року.
Наукова спадщина Лихачова (понад 200 наукових робіт) не втратила свого значення й дотепер. Його найкращі твори використовуються як джерело цінних свідчень і матеріалів. Його концепції про «документальне джерелознавство історії» та «історичне джерелознавство» вважаються такими, що ґрунтуються на міцному фундаменті фактів[джерело?].

## Праці
- Лихачев, Н.П. Палеографические значение бумажных водяных знаков. № 1939, 1945 (1581—1594 гг.).

### Монографії
- Валк С.Н. Николай Петрович Лихачев // Вспомогательные исторические дисциплины, вып. 9. Л., 1978.
- Климанов Л.Г. Ученый и коллекционер, «известный всей России, а еще более Европе» // Репрессированная наука. Л., 1991.
- Климанов Л.Г. Н.П. Лихачев: «Быть, чем только могу, полезным первенствующему ученому сословию»// Трагические судьбы: репрессированные ученые Академии наук СССР. М., 1995.
- Простоволосова Л.Н. Н.П. Лихачев: Судьба и книги: Библиографический указатель. М., 1992.

### Статті
- Брачев В.С. «Дело» академика С. Ф. Платонова // Вопросы истории, 1989, №  5.
- Горяинов А.П. Еще раз об «академической истории»  // Вопросы истории, 1990, № 1.
- Соболевский А. и др. Записка об ученых трудах Н. П. Лихачева // Известия АН СССР: Серия 6, 1925, т. 19, № 18
- Янин В.Л. К столетию со дня рождения Н. П. Лихачева  // Советская археология, 1962, № 2, 3.

### Довідники
- Удод О. А. Лихачов Микола Петрович [Архівовано 4 квітня 2013 у Wayback Machine.] // Енциклопедія історії України : у 10 т. / редкол.: В. А. Смолій (голова) та ін. ; Інститут історії України НАН України. — К. : Наукова думка, 2009. — Т. 6 : Ла — Мі. — 784 с. : іл. — ISBN 978-966-00-1028-1.